# ان‌جی‌سی ۲۸۹
ان‌جی‌سی ۲۸۹ (انگلیسی: NGC 289) نام یک کهکشان است.